# SA-114
La SA-114 es una carretera de titularidad autonómica de la Junta de Castilla y León (España) que discurre por la provincia de Salamanca entre las localidades de Peñaranda de Bracamonte y Fresno Alhándiga en la provincia de Salamanca.
Pertenece a la Red Complementaria Preferente de la Junta de Castilla y León.
Pasa por las localidades salmantinas de Peñaranda de Bracamonte, Nava de Sotrobal, Alba de Tormes, Torrejón de Alba, Encinas de Arriba, Sieteiglesias de Tormes y Fresno Alhándiga.

## Historia
Antiguamente esta carretera estaba dividida en dos tramos con las siguientes denominaciones:
- SA-114 que corresponde con el tramo que va de Peñaranda de Bracamonte a Alba de Tormes.
- SA-120 que corresponde con el tramo que va de Alba de Tormes a la carretera N-630.

## Recorrido
La carretera SA-114 tiene su origen en el término municipal de Peñaranda de Bracamonte en la intersección con la carretera SA-105, y termina en el término municipal de Fresno Alhándiga en la intersección con la carretera N-630, formando parte de la Red de carreteras de Salamanca.

### DeSA-105a Alba de Tormes (CL-510)
| Peñaranda de Bracamonte (Intersección con ) - Alba de Tormes (Intersección con ) | Peñaranda de Bracamonte (Intersección con ) - Alba de Tormes (Intersección con ) | Peñaranda de Bracamonte (Intersección con ) - Alba de Tormes (Intersección con ) | Peñaranda de Bracamonte (Intersección con ) - Alba de Tormes (Intersección con ) | Peñaranda de Bracamonte (Intersección con ) - Alba de Tormes (Intersección con ) | Peñaranda de Bracamonte (Intersección con ) - Alba de Tormes (Intersección con ) | Peñaranda de Bracamonte (Intersección con ) - Alba de Tormes (Intersección con ) | Peñaranda de Bracamonte (Intersección con ) - Alba de Tormes (Intersección con ) | Peñaranda de Bracamonte (Intersección con ) - Alba de Tormes (Intersección con ) | Peñaranda de Bracamonte (Intersección con ) - Alba de Tormes (Intersección con ) | Peñaranda de Bracamonte (Intersección con ) - Alba de Tormes (Intersección con ) |
| Esquema                                                                          | PK                                                                               | Sentido Fresno Alhándiga                                                         | Sentido Fresno Alhándiga                                                         | Sentido Fresno Alhándiga                                                         | Sentido Fresno Alhándiga                                                         | Sentido Peñaranda de Bracamonte                                                  | Sentido Peñaranda de Bracamonte                                                  | Sentido Peñaranda de Bracamonte                                                  | Sentido Peñaranda de Bracamonte                                                  | Incidencias                                                                      |
| Esquema                                                                          | PK                                                                               | Velocidad                                                                        | Elemento                                                                         | Salida                                                                           | Salida                                                                           | Salida                                                                           | Salida                                                                           | Elemento                                                                         | Velocidad                                                                        | Incidencias                                                                      |
| Esquema                                                                          | PK                                                                               | Velocidad                                                                        | Elemento                                                                         | Dir.                                                                             | Nombre                                                                           | Nombre                                                                           | Dir.                                                                             | Elemento                                                                         | Velocidad                                                                        | Incidencias                                                                      |
| -------------------------------------------------------------------------------- | -------------------------------------------------------------------------------- | -------------------------------------------------------------------------------- | -------------------------------------------------------------------------------- | -------------------------------------------------------------------------------- | -------------------------------------------------------------------------------- | -------------------------------------------------------------------------------- | -------------------------------------------------------------------------------- | -------------------------------------------------------------------------------- | -------------------------------------------------------------------------------- | -------------------------------------------------------------------------------- |
|                                                                                  | 0,0                                                                              |                                                                                  |                                                                                  | Alba de Tormes                                                                   | Alba de Tormes                                                                   | Alba de Tormes                                                                   |                                                                                  |                                                                                  |                                                                                  |                                                                                  |
| Peñaranda de Bracamonte                                                          | 0,0                                                                              |                                                                                  |                                                                                  |                                                                                  |                                                                                  |                                                                                  |                                                                                  |                                                                                  |                                                                                  |                                                                                  |
| Macotera Piedrahíta                                                              | 0,0                                                                              |                                                                                  |                                                                                  |                                                                                  |                                                                                  |                                                                                  |                                                                                  |                                                                                  |                                                                                  |                                                                                  |
|                                                                                  | 6,0                                                                              |                                                                                  |                                                                                  | Nava de Sotrobal                                                                 | Nava de Sotrobal                                                                 | Nava de Sotrobal                                                                 | Nava de Sotrobal                                                                 |                                                                                  |                                                                                  |                                                                                  |
|                                                                                  | 6,4                                                                              |                                                                                  |                                                                                  |                                                                                  | Nava de Sotrobal                                                                 | Nava de Sotrobal                                                                 |                                                                                  |                                                                                  |                                                                                  |                                                                                  |
|                                                                                  | 9,8                                                                              |                                                                                  |                                                                                  |                                                                                  | Tordillos                                                                        | Tordillos                                                                        |                                                                                  |                                                                                  |                                                                                  |                                                                                  |
|                                                                                  | 13,4                                                                             |                                                                                  |                                                                                  |                                                                                  | Coca de Alba                                                                     | Coca de Alba                                                                     |                                                                                  |                                                                                  |                                                                                  |                                                                                  |
|                                                                                  | 13,5                                                                             |                                                                                  |                                                                                  | Río Margañán                                                                     | Río Margañán                                                                     | Río Margañán                                                                     | Río Margañán                                                                     |                                                                                  |                                                                                  |                                                                                  |
|                                                                                  | 14,3                                                                             |                                                                                  |                                                                                  |                                                                                  | Peñarandilla                                                                     | Peñarandilla                                                                     |                                                                                  |                                                                                  |                                                                                  |                                                                                  |
|                                                                                  | 14,3                                                                             | Tordillos                                                                        |                                                                                  |                                                                                  |                                                                                  |                                                                                  |                                                                                  |                                                                                  |                                                                                  |                                                                                  |
|                                                                                  | 15,2                                                                             |                                                                                  |                                                                                  |                                                                                  | Peñarandilla                                                                     | Peñarandilla                                                                     |                                                                                  |                                                                                  |                                                                                  |                                                                                  |
|                                                                                  | 18,0                                                                             |                                                                                  |                                                                                  | Río Gamo                                                                         | Río Gamo                                                                         | Río Gamo                                                                         | Río Gamo                                                                         |                                                                                  |                                                                                  |                                                                                  |
|                                                                                  | 18,5                                                                             |                                                                                  |                                                                                  | Garcihernández                                                                   | Garcihernández                                                                   |                                                                                  |                                                                                  |                                                                                  |                                                                                  |                                                                                  |
|                                                                                  | 19,0                                                                             |                                                                                  |                                                                                  |                                                                                  | Garcihernández                                                                   | Garcihernández                                                                   |                                                                                  |                                                                                  |                                                                                  |                                                                                  |
|                                                                                  | 19,0                                                                             | La Lurda                                                                         |                                                                                  |                                                                                  |                                                                                  |                                                                                  |                                                                                  |                                                                                  |                                                                                  |                                                                                  |
|                                                                                  | 20,0                                                                             |                                                                                  |                                                                                  |                                                                                  | Garcihernández                                                                   | Garcihernández                                                                   |                                                                                  |                                                                                  |                                                                                  |                                                                                  |
|                                                                                  | 26,0                                                                             |                                                                                  |                                                                                  | ALBA DE TORMES                                                                   | ALBA DE TORMES                                                                   | ALBA DE TORMES                                                                   | ALBA DE TORMES                                                                   |                                                                                  |                                                                                  |                                                                                  |
|                                                                                  | 26,4                                                                             |                                                                                  |                                                                                  | Encinas de Abajo                                                                 | Encinas de Abajo                                                                 | Encinas de Abajo                                                                 | Encinas de Abajo                                                                 |                                                                                  |                                                                                  |                                                                                  |
|                                                                                  | 26,7                                                                             |                                                                                  |                                                                                  | Aldeaseca de Alba Gajates                                                        | Aldeaseca de Alba Gajates                                                        | Aldeaseca de Alba Gajates                                                        | Aldeaseca de Alba Gajates                                                        |                                                                                  |                                                                                  |                                                                                  |
|                                                                                  | 27,2                                                                             |                                                                                  |                                                                                  | Horcajo Medianero Piedrahíta                                                     | Horcajo Medianero Piedrahíta                                                     | Horcajo Medianero Piedrahíta                                                     | Horcajo Medianero Piedrahíta                                                     |                                                                                  |                                                                                  |                                                                                  |
|                                                                                  | 27,6                                                                             |                                                                                  |                                                                                  |                                                                                  | Salamanca Calvarrasa de Arriba Encinas de Arriba Fresno Alhándiga                | Salamanca Calvarrasa de Arriba Encinas de Arriba Fresno Alhándiga                |                                                                                  |                                                                                  |                                                                                  | Inicio tramo compartido con                                                      |
|                                                                                  | 27,6                                                                             | Piedrahíta                                                                       |                                                                                  |                                                                                  |                                                                                  |                                                                                  |                                                                                  |                                                                                  |                                                                                  | Inicio tramo compartido con                                                      |
|                                                                                  | 27,6                                                                             | Peñaranda de Bracamonte                                                          |                                                                                  |                                                                                  |                                                                                  |                                                                                  |                                                                                  |                                                                                  |                                                                                  | Inicio tramo compartido con                                                      |

### De Alba de Tormes (CL-510) aN-630
| Alba de Tormes (Intersección con ) - Fresno Alhándiga (Intersección con ) | Alba de Tormes (Intersección con ) - Fresno Alhándiga (Intersección con ) | Alba de Tormes (Intersección con ) - Fresno Alhándiga (Intersección con ) | Alba de Tormes (Intersección con ) - Fresno Alhándiga (Intersección con ) | Alba de Tormes (Intersección con ) - Fresno Alhándiga (Intersección con ) | Alba de Tormes (Intersección con ) - Fresno Alhándiga (Intersección con ) | Alba de Tormes (Intersección con ) - Fresno Alhándiga (Intersección con ) | Alba de Tormes (Intersección con ) - Fresno Alhándiga (Intersección con ) | Alba de Tormes (Intersección con ) - Fresno Alhándiga (Intersección con ) | Alba de Tormes (Intersección con ) - Fresno Alhándiga (Intersección con ) | Alba de Tormes (Intersección con ) - Fresno Alhándiga (Intersección con ) |
| Esquema                                                                   | PK                                                                        | Sentido Fresno Alhándiga                                                  | Sentido Fresno Alhándiga                                                  | Sentido Fresno Alhándiga                                                  | Sentido Fresno Alhándiga                                                  | Sentido Peñaranda de Bracamonte                                           | Sentido Peñaranda de Bracamonte                                           | Sentido Peñaranda de Bracamonte                                           | Sentido Peñaranda de Bracamonte                                           | Incidencias                                                               |
| Esquema                                                                   | PK                                                                        | Velocidad                                                                 | Elemento                                                                  | Salida                                                                    | Salida                                                                    | Salida                                                                    | Salida                                                                    | Elemento                                                                  | Velocidad                                                                 | Incidencias                                                               |
| Esquema                                                                   | PK                                                                        | Velocidad                                                                 | Elemento                                                                  | Dir.                                                                      | Nombre                                                                    | Nombre                                                                    | Dir.                                                                      | Elemento                                                                  | Velocidad                                                                 | Incidencias                                                               |
| ------------------------------------------------------------------------- | ------------------------------------------------------------------------- | ------------------------------------------------------------------------- | ------------------------------------------------------------------------- | ------------------------------------------------------------------------- | ------------------------------------------------------------------------- | ------------------------------------------------------------------------- | ------------------------------------------------------------------------- | ------------------------------------------------------------------------- | ------------------------------------------------------------------------- | ------------------------------------------------------------------------- |
|                                                                           | 28,1                                                                      |                                                                           |                                                                           |                                                                           | Salamanca Calvarrasa de Arriba                                            | Salamanca Calvarrasa de Arriba                                            |                                                                           |                                                                           |                                                                           | Final tramo compartido con                                                |
|                                                                           | 28,1                                                                      | Valdemierque Martinamor                                                   |                                                                           |                                                                           |                                                                           |                                                                           |                                                                           |                                                                           |                                                                           | Final tramo compartido con                                                |
|                                                                           | 28,1                                                                      | Encinas de Arriba Fresno Alhándiga                                        |                                                                           |                                                                           |                                                                           |                                                                           |                                                                           |                                                                           |                                                                           | Final tramo compartido con                                                |
|                                                                           | 28,1                                                                      | Piedrahíta Peñaranda de Bracamonte                                        |                                                                           |                                                                           |                                                                           |                                                                           |                                                                           |                                                                           |                                                                           | Final tramo compartido con                                                |
|                                                                           | 28,3                                                                      |                                                                           |                                                                           | ALBA DE TORMES                                                            | ALBA DE TORMES                                                            | ALBA DE TORMES                                                            | ALBA DE TORMES                                                            |                                                                           |                                                                           |                                                                           |
|                                                                           | 28,8                                                                      |                                                                           |                                                                           | Antigua Estación de FF. CC. de Alba de Tormes                             | Antigua Estación de FF. CC. de Alba de Tormes                             | Antigua Estación de FF. CC. de Alba de Tormes                             | Antigua Estación de FF. CC. de Alba de Tormes                             |                                                                           |                                                                           |                                                                           |
|                                                                           | 31,8                                                                      |                                                                           |                                                                           | TORREJÓN DE ALBA                                                          | TORREJÓN DE ALBA                                                          | TORREJÓN DE ALBA                                                          | TORREJÓN DE ALBA                                                          |                                                                           |                                                                           |                                                                           |
|                                                                           | 32,0                                                                      |                                                                           |                                                                           | TORREJÓN DE ALBA                                                          | TORREJÓN DE ALBA                                                          | TORREJÓN DE ALBA                                                          | TORREJÓN DE ALBA                                                          |                                                                           |                                                                           |                                                                           |
|                                                                           | 34,8                                                                      |                                                                           |                                                                           | ENCINAS DE ARRIBA                                                         | ENCINAS DE ARRIBA                                                         | ENCINAS DE ARRIBA                                                         | ENCINAS DE ARRIBA                                                         |                                                                           |                                                                           |                                                                           |
|                                                                           | 35,3                                                                      |                                                                           |                                                                           | ENCINAS DE ARRIBA                                                         | ENCINAS DE ARRIBA                                                         | ENCINAS DE ARRIBA                                                         | ENCINAS DE ARRIBA                                                         |                                                                           |                                                                           |                                                                           |
|                                                                           | 38,7                                                                      |                                                                           |                                                                           | SIETEIGLESIAS DE TORMES                                                   | SIETEIGLESIAS DE TORMES                                                   | SIETEIGLESIAS DE TORMES                                                   | SIETEIGLESIAS DE TORMES                                                   |                                                                           |                                                                           |                                                                           |
|                                                                           | 38,9                                                                      |                                                                           |                                                                           | Buenavista                                                                | Buenavista                                                                | Buenavista                                                                | Buenavista                                                                |                                                                           |                                                                           |                                                                           |
|                                                                           | 39,2                                                                      |                                                                           |                                                                           | SIETEIGLESIAS DE TORMES                                                   | SIETEIGLESIAS DE TORMES                                                   | SIETEIGLESIAS DE TORMES                                                   | SIETEIGLESIAS DE TORMES                                                   |                                                                           |                                                                           |                                                                           |
|                                                                           | 41,1                                                                      |                                                                           |                                                                           | Pedro Martín                                                              | Pedro Martín                                                              | Pedro Martín                                                              | Pedro Martín                                                              |                                                                           |                                                                           |                                                                           |
|                                                                           | 42,4                                                                      |                                                                           |                                                                           | Vía verde Ruta de la Plata                                                | Vía verde Ruta de la Plata                                                | Vía verde Ruta de la Plata                                                | Vía verde Ruta de la Plata                                                |                                                                           |                                                                           |                                                                           |
|                                                                           | 42,9                                                                      |                                                                           |                                                                           | FRESNO ALHANDIGA                                                          | FRESNO ALHANDIGA                                                          | FRESNO ALHANDIGA                                                          | FRESNO ALHANDIGA                                                          |                                                                           |                                                                           |                                                                           |
|                                                                           | 43,5                                                                      |                                                                           |                                                                           | Santa Teresa                                                              | Santa Teresa                                                              | Santa Teresa                                                              | Santa Teresa                                                              |                                                                           |                                                                           |                                                                           |
|                                                                           | 43,7                                                                      |                                                                           |                                                                           | FRESNO ALHANDIGA                                                          | FRESNO ALHANDIGA                                                          | FRESNO ALHANDIGA                                                          | FRESNO ALHANDIGA                                                          |                                                                           |                                                                           |                                                                           |
|                                                                           | 44,6                                                                      |                                                                           |                                                                           |                                                                           | Beleña                                                                    | Beleña                                                                    | Beleña                                                                    |                                                                           |                                                                           |                                                                           |
|                                                                           | 44,6                                                                      | La Maya                                                                   |                                                                           |                                                                           |                                                                           |                                                                           |                                                                           |                                                                           |                                                                           |                                                                           |
|                                                                           | 44,6                                                                      | Salamanca Cáceres                                                         |                                                                           |                                                                           |                                                                           |                                                                           |                                                                           |                                                                           |                                                                           |                                                                           |